# Цюрих
Цю́рих (нім. Zürich МФА: [ˈtsyːʁɪç], алем. Züri МФА: [ˈtsy:ri], фр. Zurich, італ. Zurigo) — місто на північному сході Швейцарії, розташоване на березі Цюрихського озера біля його північно-західного краю. Місто простягається між двома лісистими пасмами пагорбів, приблизно за 60 км від північних передгір'їв Альп. Столиця німецькомовного кантону Цюрих. Найбільше за чисельністю населення місто країни — столична агломерація (до якої входить населення самого кантону Цюрих і частково ще шести кантонів) налічує близько 1,83 мільйонів людей.
Згідно з декількома дослідженнями у 2006 і 2007 роках Цюрих був названий містом з «Найкращою якістю життя» у світі. 2012 року Цюрих визнано найдорожчим містом світу, за яким йдуть Токіо та Женева.
Цюрих є одним із важливих транспортних вузлів Європи через те, що в місті розташований найбільший залізничний вокзал та міжнародний аеропорт. Цюрих є також міжнародним фінансовим центром, оскільки тут розташовані великі банки (UBS і Credit Suisse) та страхові компанії (Zurich Insurance Group і Swiss Re). Незважаючи на відносно невелику кількість мешканців (400 тис.), Цюрих по праву вважається містом світового рівня. Цюрих є також одним із центрів туризму в Швейцарії через його розташування на Цюрихському озері, прекрасній старій частині міста, що підтримується в гарному стані, та різноманітним культурним дійствам і розвагам.

## Цюрих у цифрах
- Населення: 443 037 осіб[8] (станом на 2022 рік) (що відповідає майже максимальній одномоментній кількості жителів міста за весь період спостережень)
- Максимум проживало 445 314 осіб у 1962 році
- На даний час у місті проживає 33,1 тис. іноземців.

Склад населення[джерело?]:
- Корінне населення міста 105 000
- Уродженці кантону Цюрих 30 000

Вихідці з інших кантонів Швейцарії:
- Берн 22 000
- Ааргау 15 000
- Санкт-Галлен 16 000
- Граубюнден 9 000
- Люцерн 9 000
- Інші кантони 50 000
- Іноземці 102 000

Населення міста за статтю:
- Чоловіки 48 %
- Жінки 52 %

Приналежність до релігійних конфесій:
- Протестанти 40 %
- Римо-католики 39 %
- Інші релігії і конфесії 21 %

30 % усіх мешканців має бюргершафт (статус, подібний до громадянства) міста Цюрих. З них обираються, наприклад, Громадянський відділок Націоналрат, 125 народних представників у Парламенті Цюриха, котрі вирішують справи з надання бюргерства іноземцям (в тому числі — вихідцям з інших місцевостей Швейцарії). За 10 років бюргерство міста Цюрих отримало 3500 чоловік.
Райони міста (називаються крайсами): 12 районів.
Висота над рівнем моря:
- Цюрих 409 м.н.р.м.

Пагорби міста:
- Цюрихберг 676 м н.р.м.
- Кеферберг 578 м н.р.м.
- Утліберг 871 м н.р.м.
- Адлісберг 701 м н.р.м.
- Річка Ліммат (витікає з Цюрихського озера в межах міста) 392 м н.р.м.(найнижча точка над рівнем моря)

Площа міста з водоймищами 9 187,2 Га
- Довжина по периметру міста 57,6 км
- Протяжність 12,7 км (північ-південь), 13,4 км (захід-схід)

1934 року відбулося так зване айнгемайндунг — включення до складу міста довколишніх сіл, завдяки якому Цюрих збільшився майже удвічі (11 % — будівлі, 24 % — ліс, 14 % — вулиці і дороги, 6 % — водоймища).
Цюрихом управляє виконавчий орган — Штадтрат (міськрада), котра складається з 9 членів (4 SDP, 2 FDP, 1 CSP, 1 зелений, 1 LdU). Законодавчий орган — Гемайндерат — 125 чоловік (49 SDP, 26 FDP, 26 SVP, 8 CVP, 7 зелених, 4 LdU, 2 AL, 1 FraP, 1 EVP, 1 SD).
Обидва органи переобираються кожні 4 роки — міська рада за мажоритарною системою, а гемайндерат — за пропорційною. Кожен район (крайс) становить одну виборчу дільницю.
Підприємств всього 25 000 (на 1995)
- Банки і фінанси 449
- Сільське господарство 26 (285 у 1939)
- Найманих працівників 317 000 чол.
- Роздрібна торгівля 27 000 чол.
- Банки і фінанси 35 000 чол.
- Туризм 19 000 чол.
- Будівництво 21 000 чол.
- Графіка, видавництво,
- машинобудування, оптика,
- електроніка і електротехніка 11 000 чол.
- Сільське господарство 100 чол.

## Історія
Першими мешканцями цього регіону були доісторичні народи, чиї оселі були побудовані на палях, вбитих в берега озера. Кельтське плем'я гельветів заснувало поселення на правому березі річки Ліммат. Коли римляни завоювали цей район близько 58 року н. е., вони заснували тут поселення Турикум, яке стало митним постом. За час римського правління Цюрих перетворився в невелику військову цитадель з прилеглим селом. Після краху Риму місто спочатку знаходилось під владою алеманів, а потім — франків, які зробили Цюрих королівською резиденцією.
Замок Каролінгів, побудований на місці римського Латинського замку онуком Карла Малого у 835 році. Людовик II Німецький заснував Фраумюнстерське абатство у 853 році для дочки Гільдегарди. Він заповів жіночому бенедиктинському монастирю землі Цюриха, Урі, і ліс Албіс, і надав йому недоторканність, здійснюючи пряме керівництво над ним. 1045 року імператор Генріх III надав жіночому монастирю право тримати ринки, збирати податки і дрібну монету, а тому, фактично, зробив ігуменю правителем міста.
Міський мур був побудований протягом 1230-х, додавши місту 38 гектарів. Імператор Фредерік II надав ігумені Фраумюнстер звання герцогині у 1234 році. Ігуменя призначила міського голову, і вона часто надавала громадянам міста право на карбування монет. Проте, політична влада жіночого монастиря поволі ослабла у XIV столітті, почавшись з установи цехових законів у 1336 році Рудольфом Бруном, який також став першим незалежним головою міста, не призначеним ігуменею.
Цюрих приєднується до Швейцарської конфедерації (який у той час була вільною конфедерацією де-факто незалежних держав) як п'ятий член у 1351.
Цюрих був вигнаний з конфедерації у 1440 через війну за територію Тоггенбург (Стара Цюрихська війна). Цюрих зазнав поразки у 1446, і знову увійшов до конфедерації у 1450.
Ульріх Цвінглі розпочав Швейцарську Реформацію у той час, коли він був головним проповідником в Цюриху. Він жив там з 1484 до смерті у 1531.
6 вересня 1839 більша частина мурів, збудованих з XVII століття, були зірвані, задля майбутнього розвитку міста.
У 1859 році був підписаний Цюрихський договір між Австрією, Францією, і Сардинією.
У 1847 році запрацювала залізниця Іспанія—Бонн, швейцарська дистанція: Цюрих — Баден.
1871 рік було збудовано залізничний вокзал.
Цюрих помилково бомбардували під час Другої світової війни.

## Демографія
2019 року в місті мешкало 420 217 осіб (+12,7 % порівняно з 2010 роком), іноземців було 32,5 %. Густота населення становила 4779 осіб/км².
За віковим діапазоном населення розподілялося таким чином: 17,5 % — особи молодші 20 років, 67,7 % — особи у віці 20—64 років, 14,8 % — особи у віці 65 років та старші. Було 204411 помешкань (у середньому 2 особи в помешканні).
Із загальної кількості 491 193 працюючих 177 було зайнятих в первинному секторі, 28 606 — в обробній промисловості, 462 410 — в галузі послуг.

## Клімат
Клімат у Цюриху — перехідний між океанським західноєвропейським та континентальним східноєвропейським. Оскільки західноєвропейські повітряні потоки переважають, то переважає теплий і вологий вітер з Атлантичного океану, що зумовлює загалом помірніший клімат, ніж мав би бути на таких географічних широтах. Зима тепла, літо прохолодніше, ніж, скажімо, у Києві.
| Клімат Zürich-Fluntern (1981–2010)         | Клімат Zürich-Fluntern (1981–2010) | Клімат Zürich-Fluntern (1981–2010) | Клімат Zürich-Fluntern (1981–2010) | Клімат Zürich-Fluntern (1981–2010) | Клімат Zürich-Fluntern (1981–2010) | Клімат Zürich-Fluntern (1981–2010) | Клімат Zürich-Fluntern (1981–2010) | Клімат Zürich-Fluntern (1981–2010) | Клімат Zürich-Fluntern (1981–2010) | Клімат Zürich-Fluntern (1981–2010) | Клімат Zürich-Fluntern (1981–2010) | Клімат Zürich-Fluntern (1981–2010) | Клімат Zürich-Fluntern (1981–2010) |
| Показник                                   | Січ.                               | Лют.                               | Бер.                               | Квіт.                              | Трав.                              | Черв.                              | Лип.                               | Серп.                              | Вер.                               | Жовт.                              | Лист.                              | Груд.                              | Рік                                |
| Середній максимум, °C                      | 2,9                                | 4,6                                | 9,5                                | 13,8                               | 18,5                               | 21,6                               | 24,0                               | 23,3                               | 18,8                               | 13,7                               | 7,2                                | 3,7                                | 13,5                               |
| Середня температура, °C                    | 0,3                                | 1,3                                | 5,3                                | 8,8                                | 13,3                               | 16,4                               | 18,6                               | 18,0                               | 14,1                               | 9,9                                | 4,4                                | 1,4                                | 9,3                                |
| Середній мінімум, °C                       | −2                                 | −1,6                               | 1,7                                | 4,5                                | 8,8                                | 11,9                               | 14,0                               | 13,8                               | 10,5                               | 7,0                                | 2,0                                | −0,7                               | 5,8                                |
| Середня кількість сонячних годин на місяць | 55                                 | 81                                 | 124                                | 153                                | 175                                | 189                                | 215                                | 200                                | 150                                | 102                                | 59                                 | 42                                 | 1544                               |
| Норма опадів, мм                           | 63                                 | 64                                 | 78                                 | 83                                 | 122                                | 128                                | 124                                | 124                                | 99                                 | 86                                 | 79                                 | 83                                 | 1134                               |
| Днів з опадами                             | 10,5                               | 9,3                                | 11,9                               | 11,4                               | 12,4                               | 12,7                               | 12,3                               | 11,6                               | 10,2                               | 9,9                                | 10,3                               | 11,4                               | 133,9                              |
| Днів зі снігом                             | 4,8                                | 5,2                                | 3,2                                | 0,7                                | 0,0                                | 0,0                                | 0,0                                | 0,0                                | 0,0                                | 0,1                                | 1,6                                | 4,8                                | 20,4                               |
| Вологість повітря, %                       | 83                                 | 78                                 | 72                                 | 69                                 | 71                                 | 71                                 | 71                                 | 74                                 | 79                                 | 83                                 | 84                                 | 84                                 | 77                                 |
| ------------------------------------------ | ---------------------------------- | ---------------------------------- | ---------------------------------- | ---------------------------------- | ---------------------------------- | ---------------------------------- | ---------------------------------- | ---------------------------------- | ---------------------------------- | ---------------------------------- | ---------------------------------- | ---------------------------------- | ---------------------------------- |

## Економіка

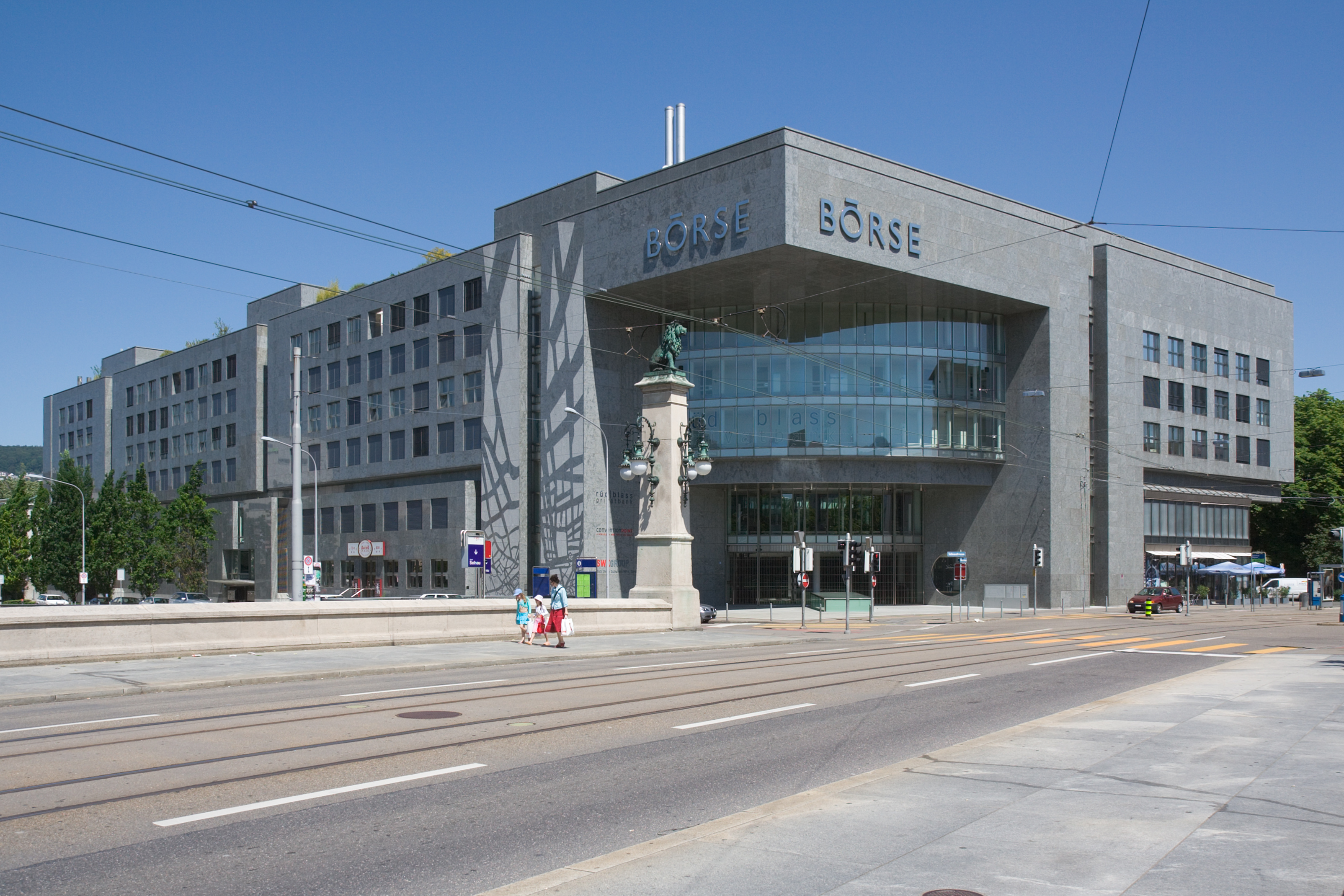
Цюрихська біржа

Цюрих — найважливіший економічний центр Швейцарії. У місті розвинені такі галузі (у порядку спадання):
- машинобудування;
- легка промисловість;
- банки;
- страхові компанії;
- міжнародне сполучення.

У місті розташована штаб-квартира компанії Barry Callebaut, одного з лідерів світового виробництва шоколаду.

## Транспорт

### Залізничний
Місто обслуговують декілька залізничних станцій:
- Цюрих-Головний — провідна залізнична станція Цюриха.
- Цюрих-Гардбрюкке[en]
- Цюрих-Альтштеттен[en]
- Цюрих-Віпкінген[en]

Варто відзначити Цюрихський S-bahn, що обслуговує 26 маршрутів

### Громадський
- Цюрихський трамвай
- Дольдербан — зубчаста залізниця
- Форхбан, офіційно є 18 маршрутом S-bahn, де-факто це трамвай-потяг
- Цюрихський тролейбус[en]
- Автобуси — 18 маршрутів та 9 маршрутів маршруток
- Фунікулер Рігіблік
- Фунікулер Полібан
- Глаттальбан — легкорейкова мережа
- Лімматтальбан — легкорейкова лінія

### Авіаційний
- Аеропорт Цюрих

## Визначні пам'ятки

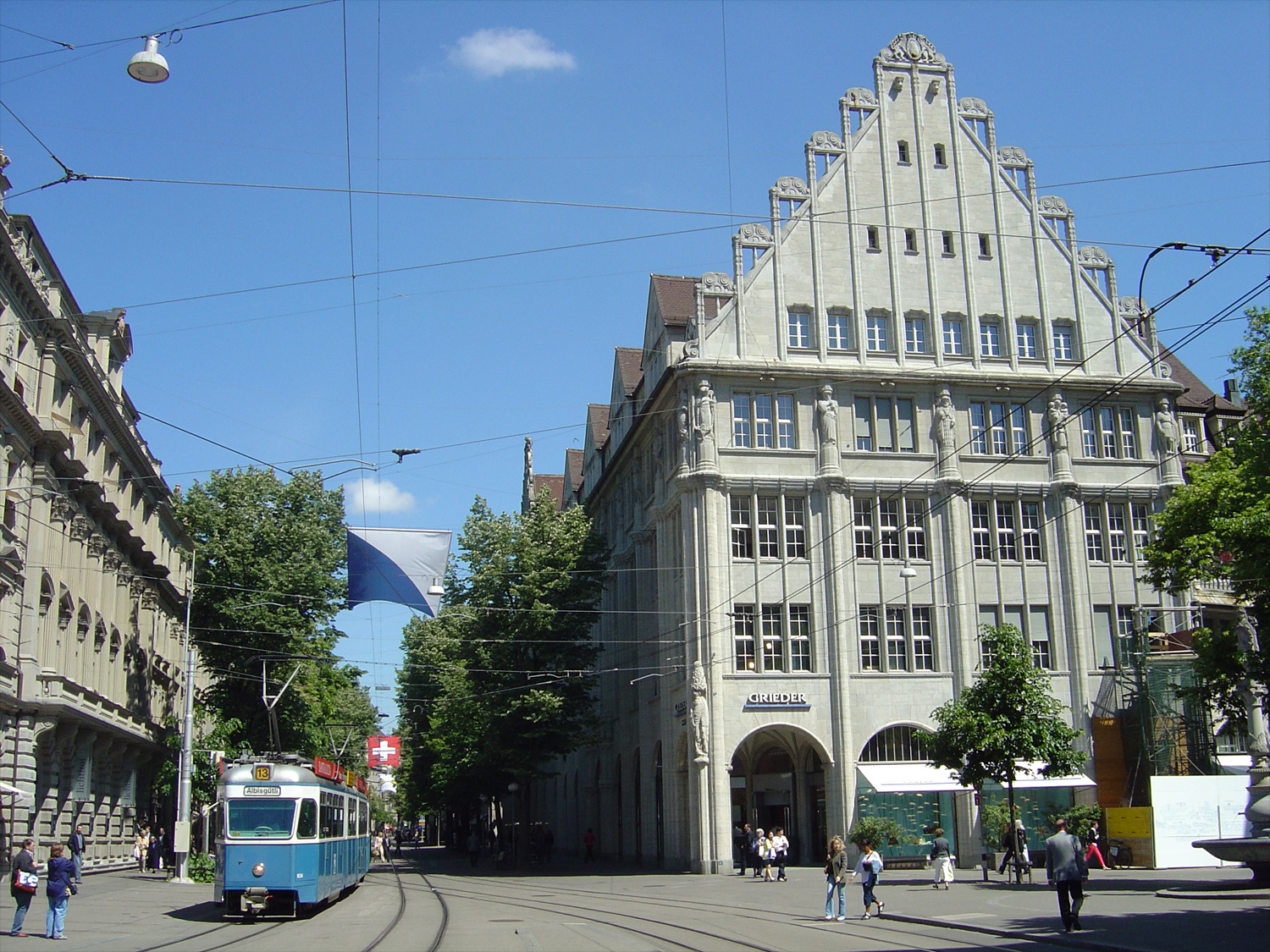
Краєвид на Бангофштрассе з Парадеплац

Більшість об'єктів Цюриха розташовані в межах району по обидва боки Ліммата, між станцією Цюрих-Головний і Цюрихським озером. Тут зосереджені церкви та будинки старого міста, а також найдорожчі магазини на знаменитій Бангофштрассе. Лінденгоф у старому місті є історичним місцем римського замку, а пізніше імператорського палацу Каролінгів.

### Церкви
- Гроссмюнстер (Великий собор) згідно з легендою, Карл Великий виявив могили міських мучеників Фелікса і Регули і побудував першу церкву як монастир; початок нинішньої забудови близько 1100; у першій половині 16 століття Великий кафедральний собор був відправною точкою швейцарсько-німецької реформації під проводом Ульріха Цвінглі та Генріха Булінгера; оголошена імператорською церквою Карла Великого; романський склеп, романські капітелі в церкві та монастирі; вікна хору Аугусто Джакометті[en] (1932) і Зігмара Польке (2009), бронзові двері Отто Мюнха[en] (1935 і 1950).[10]
- Фраумюнстерська (Жіночий собор) церква колишнього абатства для жінок аристократичного походження з південної Німеччини, заснована в 853 році Людовіком Німецьким для його дочки Гільдегарди; перша церква, збудована до 874 року; романський хор датується 1250—1270 роками; церква мала заступництво королів та право карбування монет від Цюриха до 13 століття; після Реформації церква і монастир перейшли під оруду міста.[11]
- Романсько-готико-барокова кірха Св. Петра, побудований на залишках колишніх церков до 9 ст.; з найбільшим церковним циферблатом в Європі, побудованим у 1538 році; купіль 1598 р., барокова ліпнина; окремі ларьки з 15 ст. від міських скасованих монастирів з багатою різьбою та підлокітниками; Kanzellettner (підвищений бар'єр між нефом і хором із вбудованою кафедрою) 1705 р. кафедра кафедри кафедри близько 1790 р.; багате оздоблення Акантом з біблійними віршами над кафедрою; Нова кришталева люстра 1971 року за зразком 1710 року; орган 1974 р. з 53 зупинками; Дзвони: п'ять з 1880 року, найбільший, ля мінор, без клацання важить близько 6000кг (13228фунтів); пожежна охорона у вежі до Середньовіччя до 1911 року.[76]

Predigerkirche — одна з чотирьох головних церков старого міста, вперше побудована в 1231 році нашої ери як романська церква тодішнього домініканського Предігерклостера поблизу Ноймаркта. Його переобладнали в першій половині 14 століття, а хор перебудували між 1308 і 1350 роками. Завдяки своїй конструкції та незвичайній для того часу високій дзвіниці вона вважалася найвищою готичною спорудою Цюриха.

## Культура та наука

Загальний вид на Гросмюнстерську церкву

Цюрих — місто сучасного мистецтва і науки. Цюрихський університет, Федеральна вища технічна школа Цюриха і вища школа мистецтва привертає в місто творчу молодь з Швейцарії і Європи.
Цюрих належить до провідних центрів Європи за кількістю та значущістю музеїв, що знаходяться тут. Тут працювали знамениті художники і архітектори, декілька художніх музеїв міста володіють багатими колекціями. Найвідоміший і найбільший з них — Музей образотворчих мистецтв, де цілко́м відображена історія розвитку європейського мистецтва впродовж двох тисячоліть (близько 180 всесвітньо визнаних шедеврів). Серед представлених художників: Клод Моне, Едуар Мане, Поль Сезанн, Вінсент ван Гог, Пауль Клее, Піт Мондріан, Джорджо де Кіріко, Анрі Матісс, Пабло Пікассо, Марк Шагал, велика збірка робіт дадаїстів. У колекції також представлені роботи швейцарських художників Фердінанда Ходлера, Фелікса Валлотона, Арнольда Бекліна і Альберто Джакометті.
Значна колекція експонатів, присвяченій історії та культурі Швейцарії, представлена в Швейцарському історичному музеї (нім. Schweizerisches Landesmuseum).
Провідна театральна сцена — Цюрихський оперний театр.
Щороку наприкінці вересня тут проводиться Цюрихський кінофестиваль.

## Спорт
У місті базуються футбольні команди Цюрих (футбольний клуб) та Ґрассгоппер. Також у Цюриху міститься штаб-квартира Міжнародної федерації футболу (ФІФА).
У жовтні — листопаді проводиться тенісний турнір ІІ категорії Zurich Open серед жінок.

## Галерея

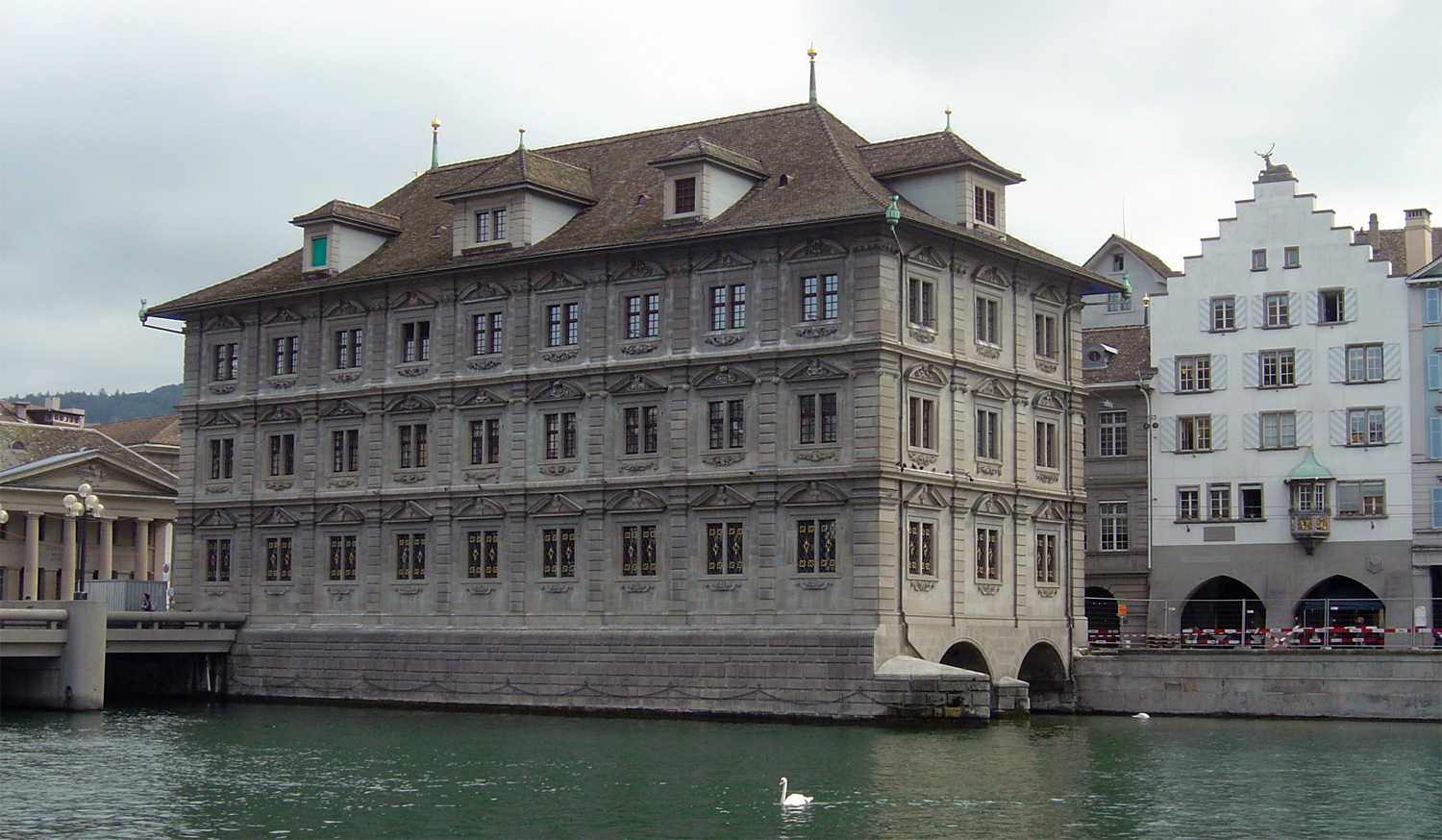
Цюрихська ратуша
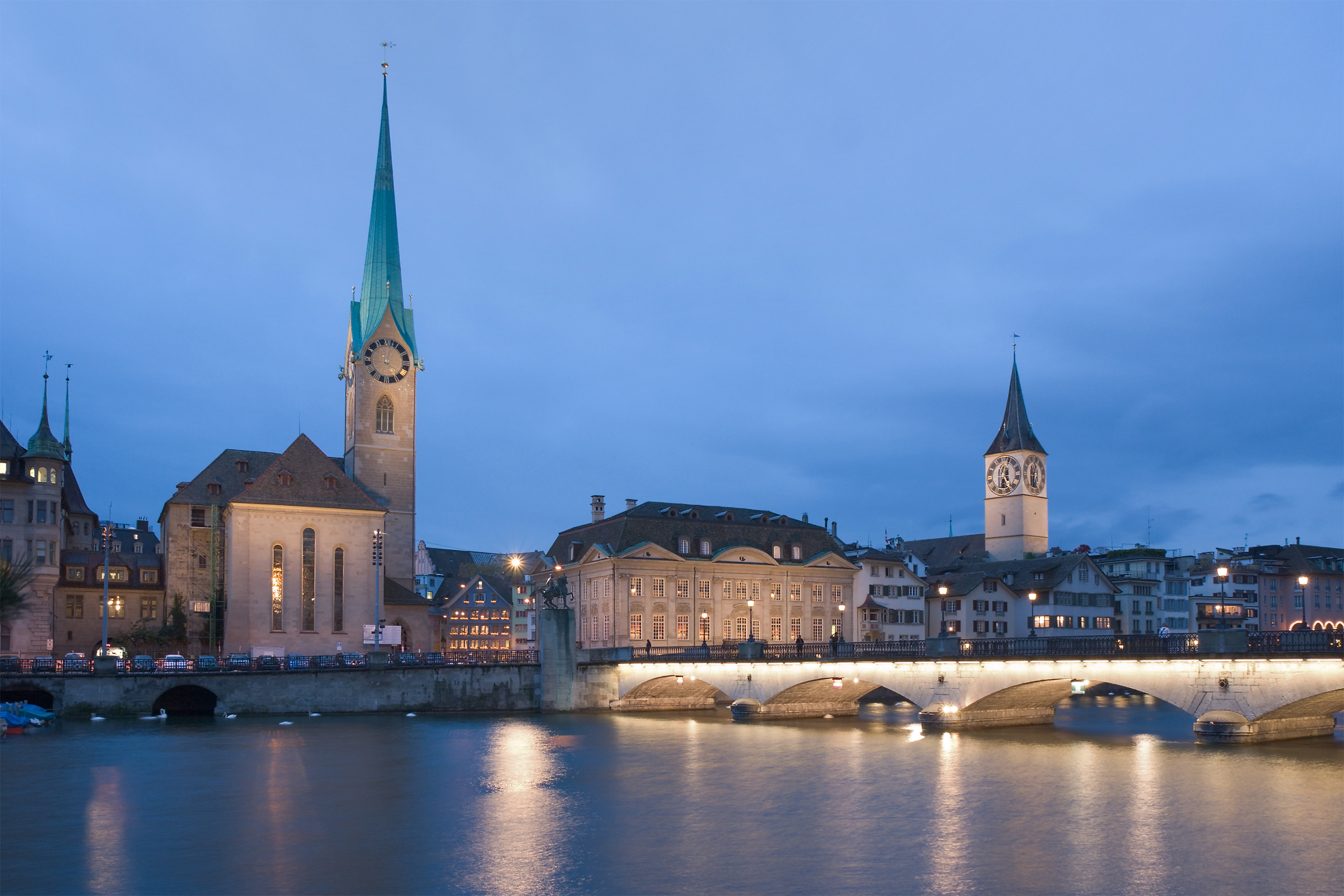
Колишнє абатство Фраумюнстер і церква Святого Петра
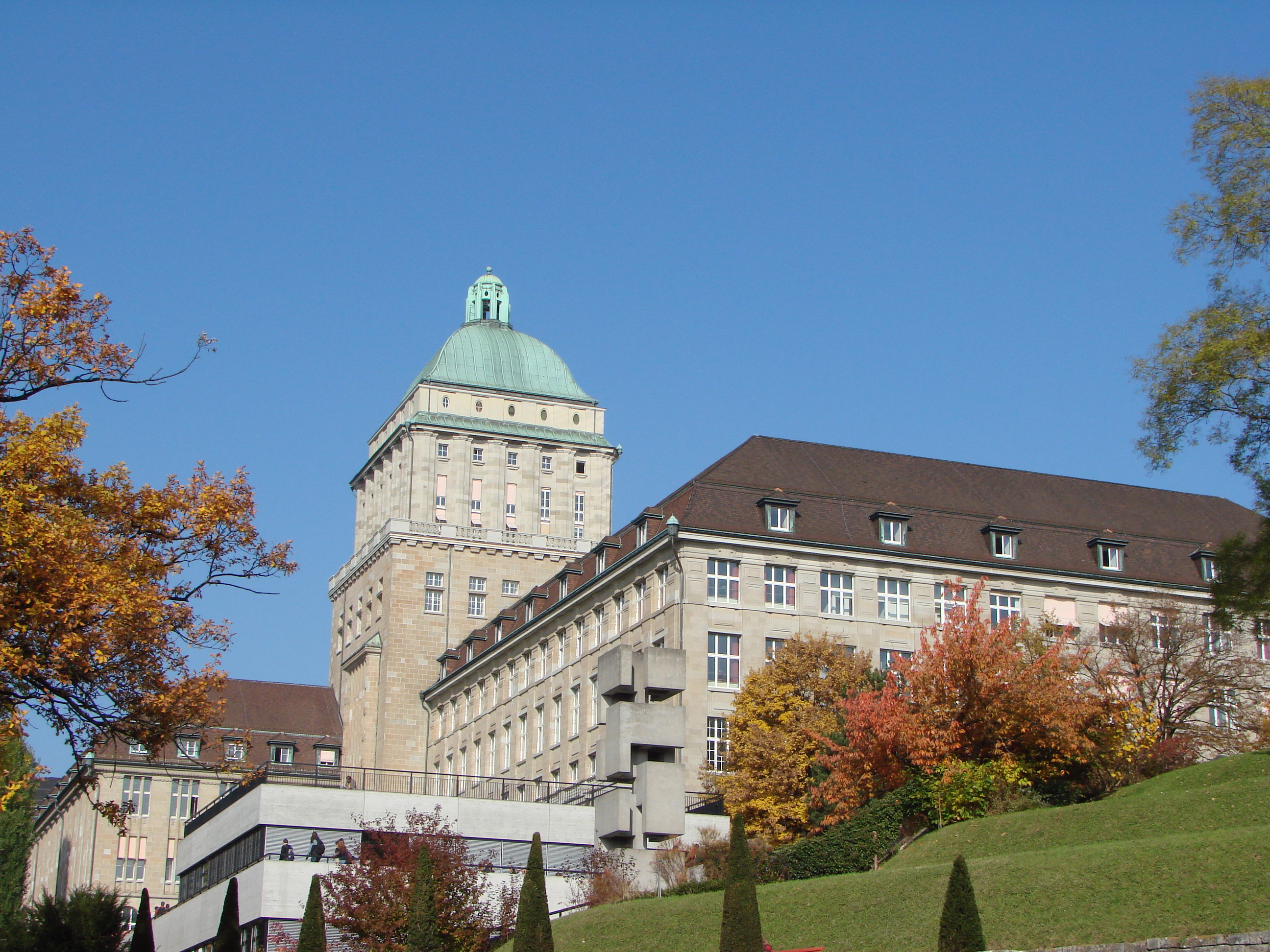
Головна будівля Цюрихського університету
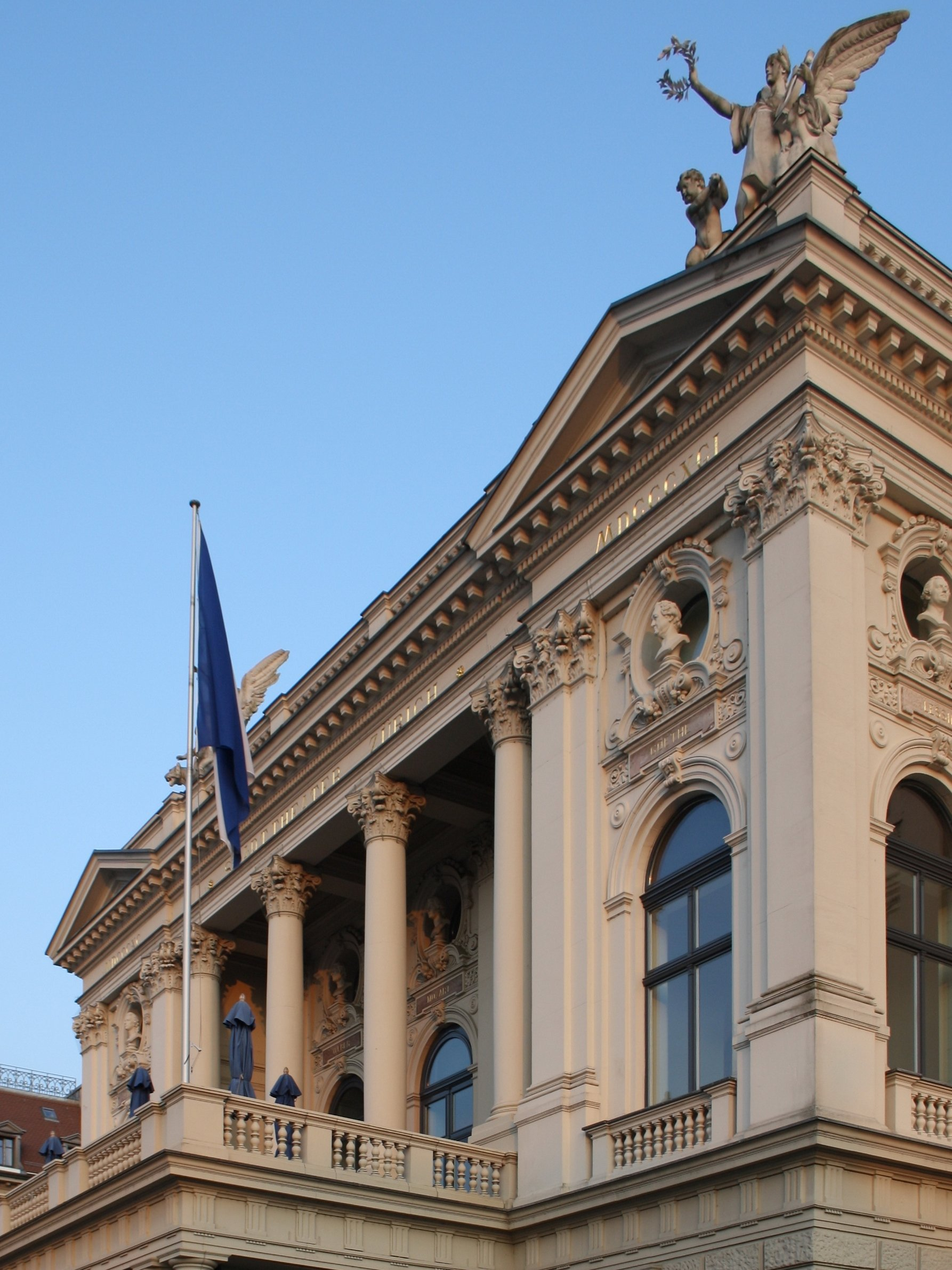
Цюрихський оперний театр
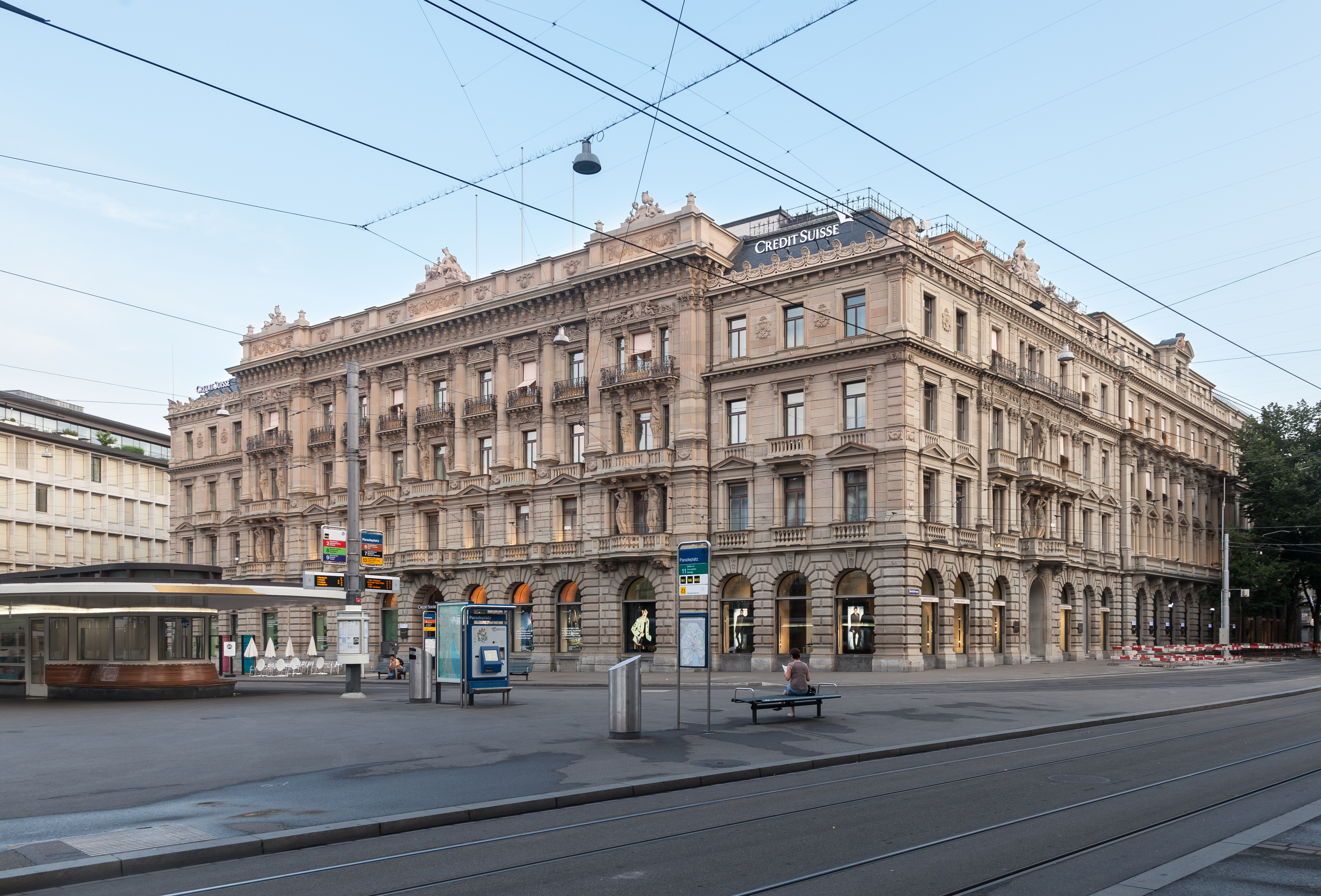
Штаб-квартира банку Credit Suisse
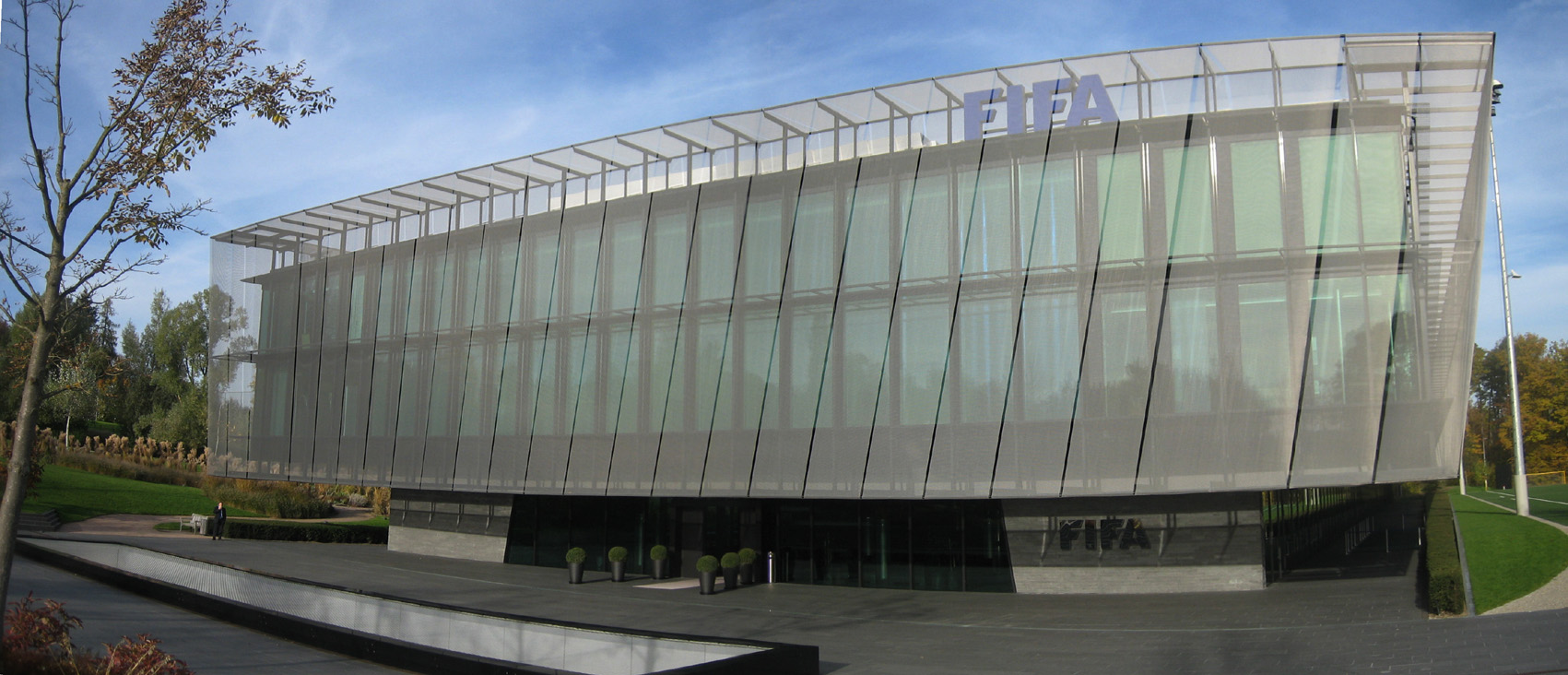
Штаб-квартира ФІФА
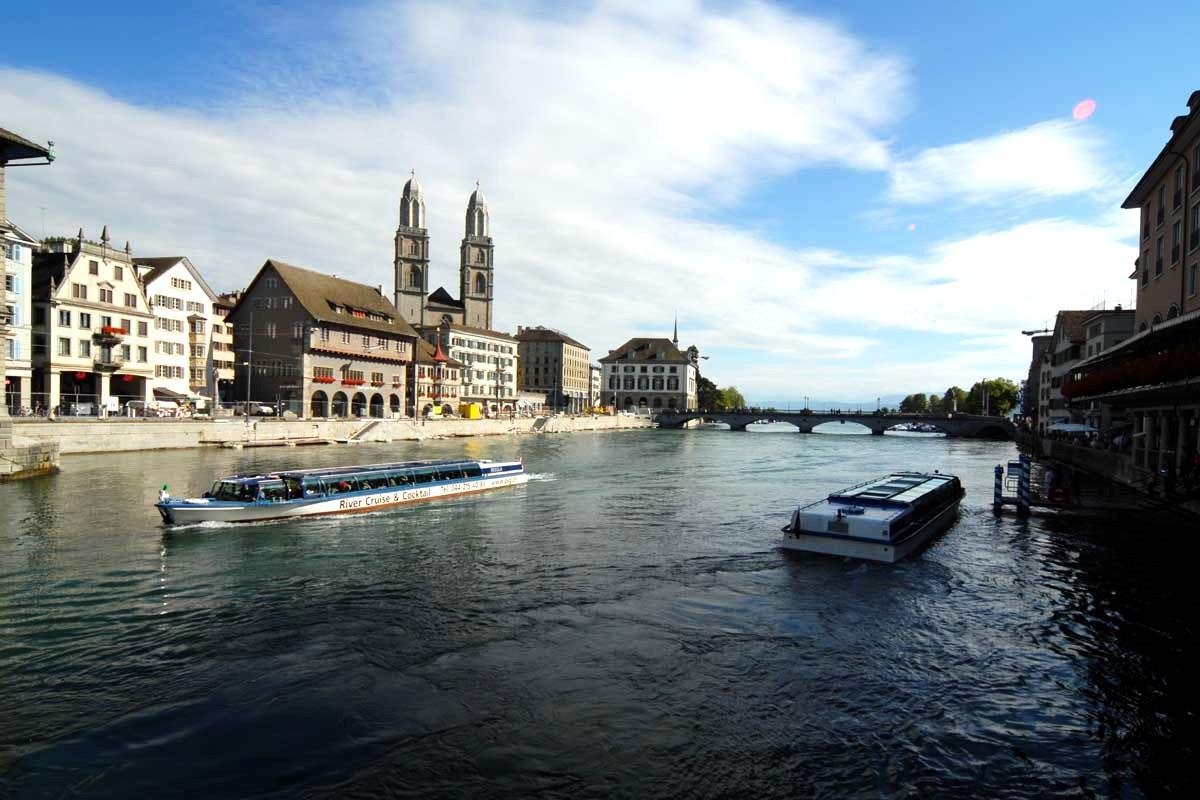
Річка Ліммат у Цюриху
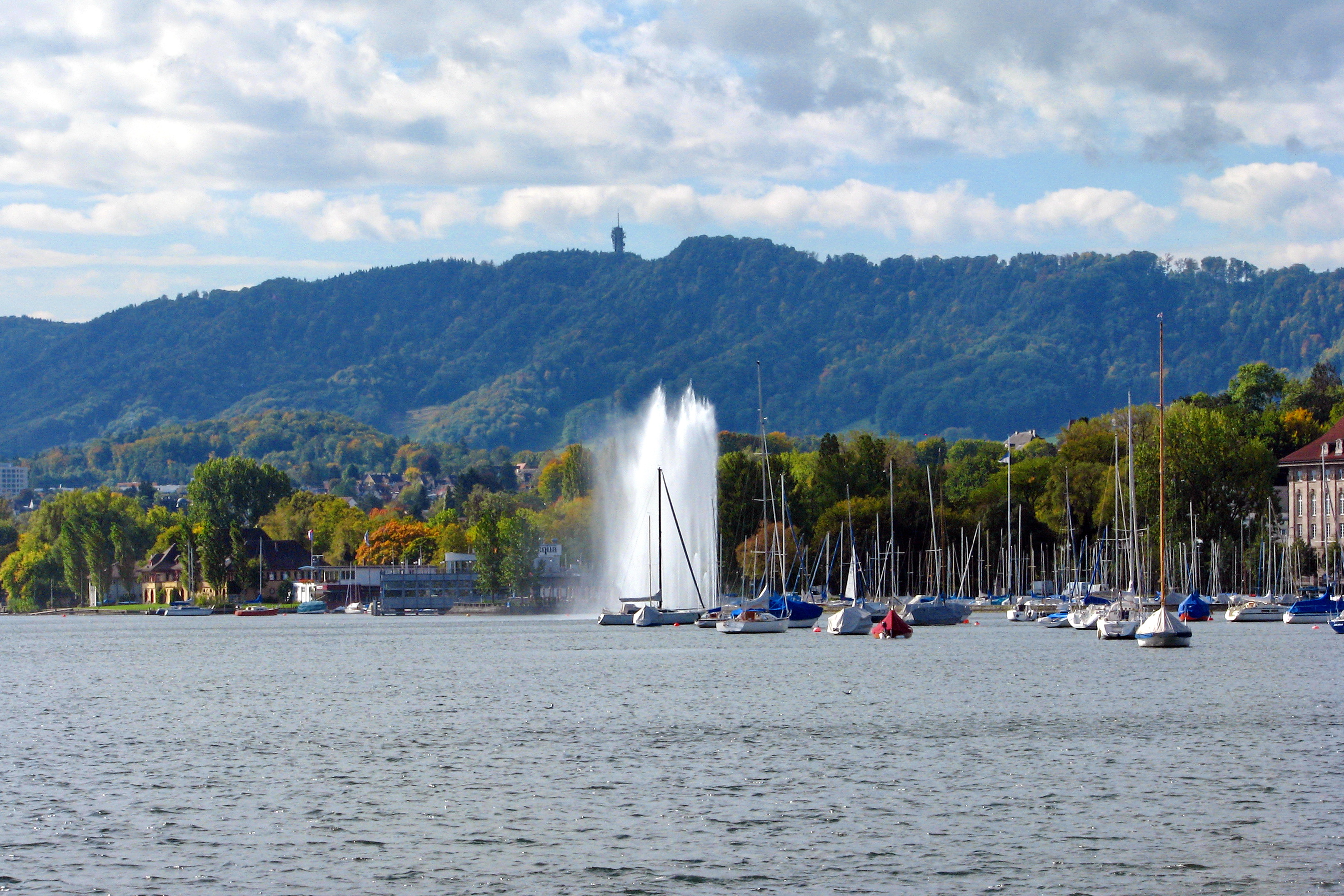
Фонтан на Цюрихському озері
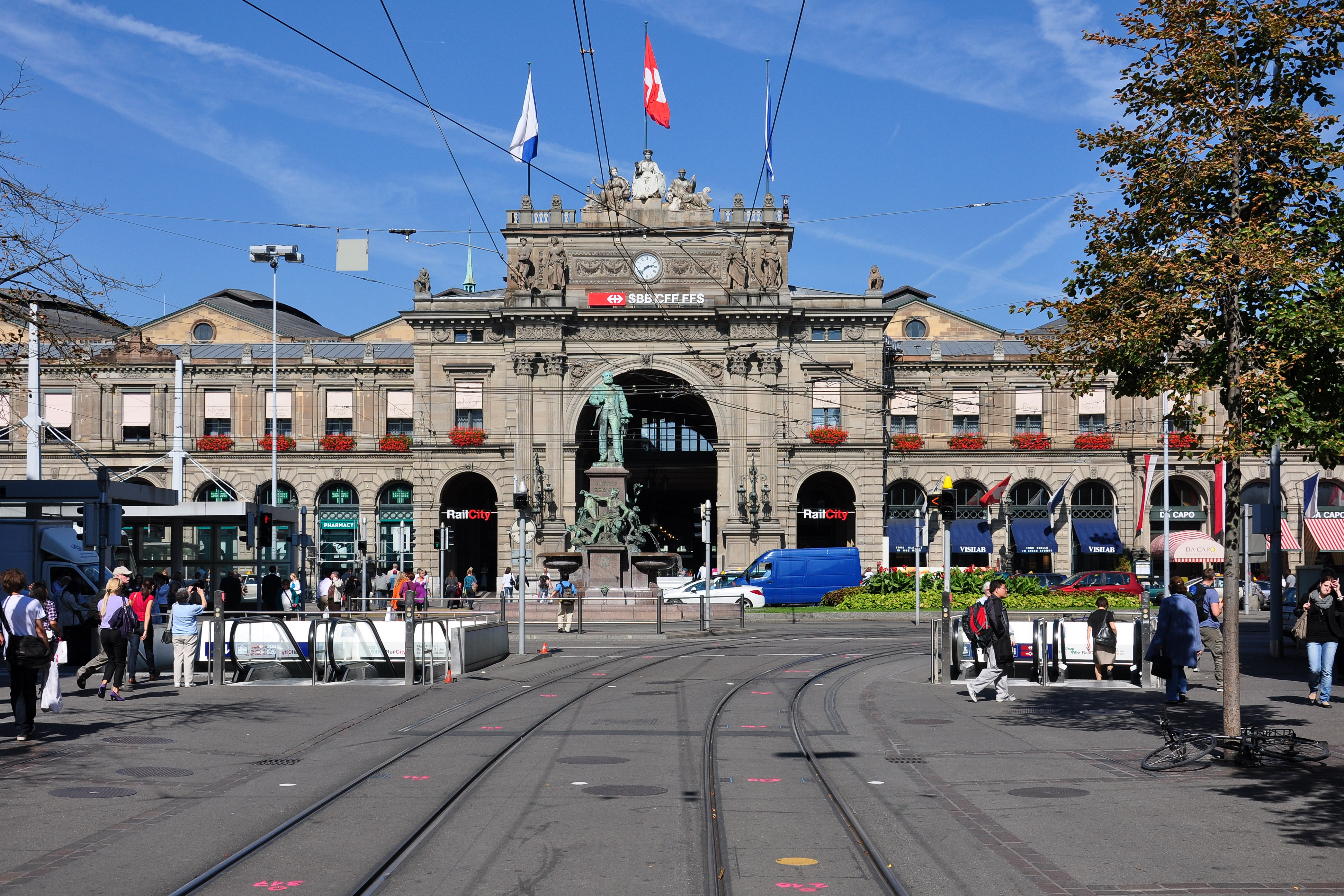
Центральний залізничний вокзал
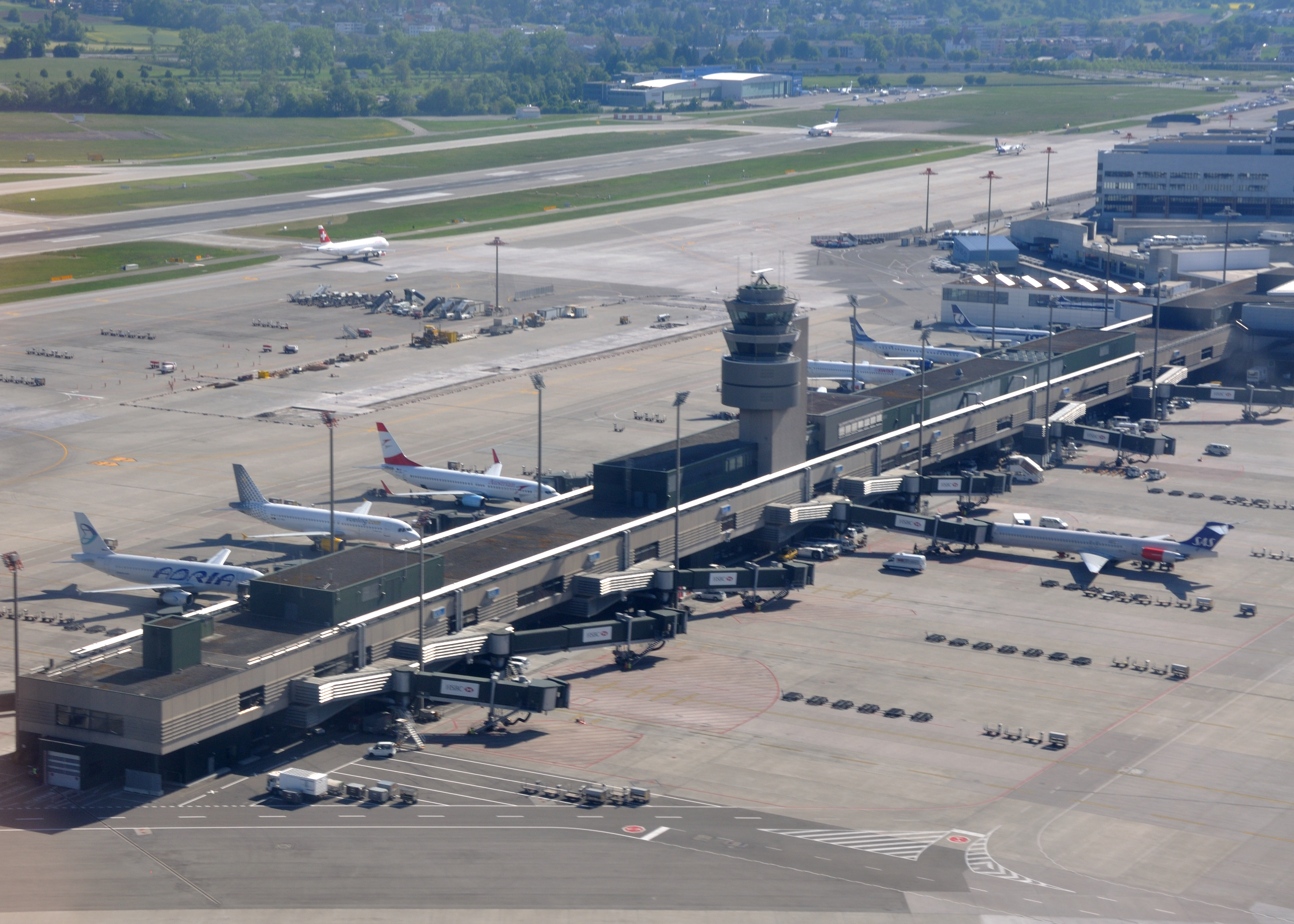
Аеропорт Цюриха

## Відомі уродженці
- Йоганн Генріх Песталоцці (1746—1827) — видатний швейцарський педагог-новатор.
- Готфрид Келлер (1819—1890) — швейцарський німецькомовний письменник
- Мілла Девенпорт (1871—1936) — актриса театру та кіно
- Герман Роршах (1884—1922) — швейцарський психіатр і психоаналітик.
- Роберт Джуліус Трюмплер (1886—1956) — американський астроном швейцарського походження.
- Панчо Владіґеров (1899—1978) — болгарський композитор-піаніст, диригент, музичний педагог.
- Макс Фріш (1911—1991) — швейцарський прозаїк, драматург і публіцист
- Бруно Ганц (1941—2019) — швейцарський актор
- Якоб Кун (1943—2019) — швейцарський футболіст і тренер.
- Олівер Фрей (1948—2022) — швейцарський художник.